# Benny Stenberg
Benny Stenberg, född 1958 i Skövde, är en svensk skribent. 
Han har i Skövde drivit en reklambyrå och bokförlag men bor numera i Tyresö kommun. Han har skrivit böckerna "Ett brev till min pappa i himlen" utgiven på Stenberg-Schentz förlag 2018 samt boken "Skrönor, dikter och andra texter" 2025 på samma förlag. Han är även medförfattare till boken "Steget före - Arne Lorentzon, entreprenör, visionär och samhällsbyggare" som utgavs 2024.